# シュリーランガ3世
シュリーランガ3世（テルグ語：శ్రీరంగ, タミル語：ஸ்ரீரங்க, Sriranga III, 生年不詳 - 1672年）は、南インドのヴィジャヤナガル王国、アーラヴィードゥ朝の君主（在位：1642年 - 1649年）。ヴィジャヤナガル王国における最後の君主でもある。

## 生涯

### 即位以前と王国への反乱
1630年から1635年にかけて、ヴェンカタ3世の弟チンナ・ヴェンカタ・ラーヤの息子であるシュリーランガはプリカットのオランダの援助を受け、叔父であるヴェンカタ3世がティンマ・ラーヤに対抗するを手助けした。
だが、1638年以降、シュリーランガはヴェンカタ3世に反乱を起こすこところとなり、ビジャープル王国の侵略を手引きし、同年12月に両軍はバンガロールを共に攻め、これを占領した。
1641年3月にはヴェードージー・パントに率いられたビジャープル軍がヴィジャヤナガル王国に遠征を開始すると、シュリーランガは軍勢と合流し、首都ヴェールールから12マイルの地点まで進撃したが、ナーヤカらに撃退された。

### 即位と王国の崩壊
1642年10月にヴェンカタ3世が死亡したことにより、シュリーランガがシュリーランガ3世として王位を継承することとなり、同月29日に即位した。
だが、シュリーランガ3世は先王に対する反乱から、ダーマルラ・ヴェンカタ・ナーヤカやシェンジ・ナーヤカ朝といった有力なナーヤカからは嫌われており、彼はゴールコンダ王国に援助を求めるありさまだった。
しかし、これはゴールコンダ王国のさらなる進出を誘うこととなり、1643年中頃の時点でウダヤギリとシッダヴァタムがその手中を離れた。

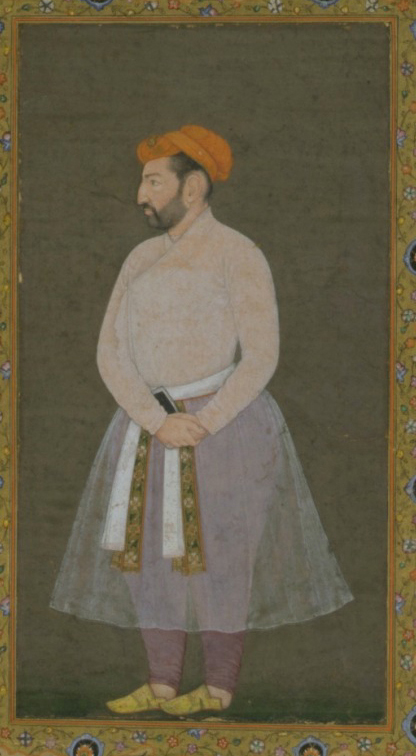
ミール・ジュムラー

1644年1月3日、ビジャープル王国は君主ムハンマド・アーディル・シャーに率いられた軍勢が南インドに遠征し、3月25日に帰還したが、この年までにヴィジャヤナガル王国の北側を占領されるところとなった。
1646年1月あるいは2月、ゴールコンダ王国の武将ミール・ジュムラーは再度の遠征を開始し、4月の時点で旧都チャンドラギリとティルパティはゴールコンダ側の手に落ちていた。シュリーランガ3世はマイソール王国やタンジャーヴール・ナーヤカ朝、シェンジ・ナーヤカ朝の援軍を以て大軍を組織し、ゴールコンダ軍を破ったが、現状は変わらなかった。
同年3月あるいは4月、ビジャープル王国とゴールコンダ王国の間で、南インドのカルナータカ地方分割協定が結ばれ、6月5日にムスタファー・ハーン率いる軍勢が遠征を開始した。
1647年2月、ビジャープル軍は首都ヴェールールを包囲し、これを占領したが、シュリーランガ3世は逃げ延び、タンジャーヴール・ナーヤカ朝の保護を受けた。
1649年、ビジャープル軍はタンジャーヴールも包囲して、これも陥落させ、この時点で実体の無かったヴィジャヤナガル王国は滅亡した。

### 王国の復興への尽力
史実上、1649年にヴィジャヤナガル王国はビジャープル王国に滅ぼされたと記されている。だが、シュリーランガ3世はタンジャーヴールを逃げたのち、ビジャープル王国、ゴールコンダ王国に王国の復興に尽力して抵抗し、争いはそれから20年近くヴェールール、チャンドラギリを中心とした地域で続いていた。
シュリーランガ3世が抵抗をつづけられた要因として、まずビジャープル王国とゴールコンダ王国の不和があり、戦利品の分配やグッティやガンディーコータなどの地の支配をめぐって争っていたことがあげられる。次にビジャープル王国におけるマラーターの台頭による混乱、ムガル帝国のデカン地方への介入、彼に対してのマイソール王国やパーライヤッカーラ（ポリガール）と呼ばれた小領主の支援、ティルパティの寺院の財宝よるものがあった。
1649年以降、シュリーランガ3世はヴェールールを取り戻して拠点とし、その周辺を支配し続け、ゴールコンダ王国の武将ミール・ジュムラーやその代官でシェンジ・ナーヤカ朝の一族トゥパーキ・クリシュナッパ・ナーヤカと幾度となく戦ったが、1652年にヴェールールはゴールコンダ王国の軍に占領された。

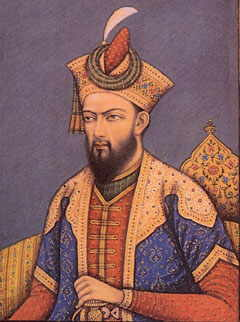
アウラングゼーブ

17世紀にデカン地方で勢力をのばしていたムガル帝国は、シュリーランガ3世に目をつけており、デカン太守のアウラングゼーブは彼と交渉を結ぼうとし、このことはこの地域に派遣されていたフワージャ・アラブに宛てられた書簡からもわかる。
また、1656年初頭、ゴールコンダ王国の首都ハイダラーバードがムガル帝国の攻撃を受けると同時に、ミール・ジュムラーがゴールコンダ王国を離れ、ムガル帝国に服属したことにより、シュリーランガ3世は勢いづき、同年10月までにチャンドラギリを奪い返した。
1657年1月、トゥパーキ・クリシュナッパ・ナーヤカはチャンドラギリを奪い返そうとしたものの、ミール・ジュムラーはもとよりゴールコンダ王国の援軍も来ず、シュリーランガ3世と領土分割の協定を結ぼうとした。
だが、シュリーランガ3世はこれを拒否し、17世紀にデカンで勢力をのばしていたムガル帝国に目をつけており、デカン太守のアウラングゼーブと直接交渉を結ぼうとした。つまり、彼はティルパティの財宝で帝国と交渉し、チャンドラギリとその周辺の地をジャーギールとして認められ帝国の家臣となり、その保護を受けようと考えられる。
そして、シュリーランガ3世はムガル帝国と協定締結の直接交渉を行い、帝国もミール・ジュムラーがティルパティから奪った金貨やダイヤモンドなどの財宝を受け取り、この地に興味を示していた。その際、ティルパティの財宝も言及されており、1657年1月12日付けのトゥパーキ・クリシュナッパ・ナーヤカの軍営からオランダのプリカット総督に匿名で宛てられた書簡の内容はこうだった。
| 「 | 「大ムガル王（ムガル皇帝シャー・ジャハーン）の使節、キスタパネイク（クリシュナッパ・ナーヤカ）の使節とその従者は、カルナティカ（カルナータカ地方、南インド）の王（シュリーランガ3世）の王の前に現れ、『陛下がトリッペティ（ティルパティ）から奪った宝石をすべてこちらに引き渡せば、陛下に良い条件で協定を取り結ぶことができる。』と述べた。それに対して王は以下のように答えた。『朕の祖先や、年没落する前に朕自らが寺院に寄進したものは全て、朕とともにナバブ（ナワーブ、ミール・ジュムラー）殿に持ち去られた。朕の手に入ったものはごくわずかであるが、それを贈物として大ムガル王にお送りしよう』」 | 」 |

しかし、同年9月、ムガル皇帝シャー・ジャハーンが重病となり、アウラングゼーブにとっては南インド以前に帝位継承が重要になり、ほかの兄弟と争うため北インドへと帰還し、シュリーランガ3世の計画は失敗した。
そして、1665年までシュリーランガ3世はチャンドラギリを支配し、この年のティルパティのテルグ語の刻文が彼に関する年代の最後の刻文となり、それ以降の彼に関する正確な年代は分からなくなった。
ティルパティの支配もゴールコンダ王国に移り、1668年にゴールコンダ王国の武将ネクナーム・ハーンの称号を持つラザー・クリー・ベグが、ティルパティの代官として着任し、寺院の監督にあたっている。
はっきりしているのは、シュリーランガ3世はその後マイソール王国へと亡命し、1672年まで余命を保っていることである。